# Cais do Valongo
Cais do Valongo jest dawnym nabrzeżem, położonym na terenie portu w Rio de Janeiro pomiędzy ulicami Coelho e Castro i Sacadura Cabral.
Nabrzeże zostało zbudowane w 1811 r. i było punktem rozładunkowym statków niewolniczych aż do 1831 r., kiedy transatlantycki handel niewolnikami został oficjalnie zakazany, choć był nielegalnie kontynuowany do 1888 r., czyli do momentu zniesienia niewolnictwa w Brazylii. Przez czas swojego funkcjonowania, nabrzeże Cais do Valongo przyjęło nawet do miliona niewolników z Afryki.
W 1843 r. nabrzeże zostało przebudowane na przyjęcie przyszłej cesarzowej Teresy Krystyny Burbon-Sycylijskiej, która przybyła do Rio de Janeiro w tym właśnie roku, aby poślubić cesarza Piotra II. Wówczas zmieniono jego nazwę na Cais da Imperatriz (Nabrzeże Cesarzowej).
W latach 1850–1920 okolice nabrzeża były zamieszkane przez niewolników i wyzwolonych niewolników, dlatego też kompozytor Heitor dos Prazeres nazwał je Pequena África (Mała Afryka).

## Historia
Do połowy lat 1770 statki z niewolnikami przybijały do placu Praia do Peixe, który dzisiaj nosi nazwę Praça XV, a handel niewolnikami odbywał się na ulicy Rua Direita (obecnie Rua 1º de Março) w centrum Rio de Janeiro. W 1774 r. uchwalono nowe prawo, zgodnie z którym handel Afrykanami został przeniesiony w rejon Valongo. Prawo ustanowiono z inicjatywy drugiego markiza Lavradio, Dom Luís de Almeida Portugal Soares de Alarcão d’Eça e Melo Silva Mascarenhas, wicekróla Brazylii, który był zaalarmowany o “strasznym zwyczaju, że natychmiast po zejściu ze statku, czarni wchodzą do miasta głównymi ulicami, nie tylko dotknięci wieloma chorobami, ale też nadzy”.
Rynek niewolniczy został przeniesiony, ale nie było jeszcze nabrzeża, więc niewolnicy byli rozładowywani w magazynie celnym, a następnie ładowani na łodzie, zmierzające do Valongo, skąd wysiadali prosto na plażę.
W 1779 r. handel niewolnikami zadomowił się na dobre w okolicy Valongo, a jego szczyt przypadał na lata od 1808 (przybycie do Brazylii portugalskiej rodziny królewskiej) do 1831, kiedy oficjalnie zakazano transatlantyckiego handlu niewolnikami.
Od 1808 r. liczba przywiezionych tu niewolników prawie się podwoiła, co szło w parze z rozwojem Rio de Janeiro. Po przybyciu dworu portugalskiego, liczba mieszkańców miasta zwiększyła się z 15 do 30 tys. Nabrzeże zbudowano dopiero w 1811 r. i rozładunek mógł odbywać się bezpośrednio w Valongo. Przez 20 lat od tego momentu, do 1831 r. przez nabrzeże przewinęło się od 500 tys. do miliona Afrykanów, przywiezionych na statkach niewolniczych.
Pomimo intencji władz miasta, aby przenieść handel niewolnikami z dala od pełnego widoku, zagraniczni podróżnicy w swoich dziennikach z podróży opisywali ten proceder. Angielska podróżniczka Maria Graham, przebywająca w Rio de Janeiro w latach 1821–1823 pisze: “w Valongo handel niewolnikami objawia się naszym oczom w całym swoim horrorze”. Każda “sztuka” miała swoją cenę. Zdrowy niewolnik osiągał w 1811 r. cenę 100 tys. rejsów, lecz gdy posiadał szczególne umiejętności, na przykład był stolarzem, jego cena mogła wzrosnąć dwukrotnie. Dla porównania, niewielki dom w Rio de Janeiro kosztował wówczas ok. 1 mln rejsów, co równało się cenie dziesięciu zwykłych niewolników lub pięciu wykwalifikowanych.
Pod koniec lat 1820. handel niewolnikami w Brazylii osiągnął swój punkt kulminacyjny. Rio de Janeiro było jego ważnym ośrodkiem, a Valongo było miejscem, które przyjmowało najwięcej niewolników z Angoli, Wschodniej oraz Środkowo-zachodniej Afryki. Do Maranhão i Bahia docierały wówczas głównie statki z Gwinei i Zachodniej Afryki. W 1831 r., gdy pod presją Anglii zakazano handlu niewolnikami, Valongo zostało zamknięte. Handlarze przenieśli się do nielegalnych portów, aby kontynuować swój proceder.
W 1843 r. na nabrzeżu Valongo wybudowano wał przeciwpowodziowy o grubości 60 cm, który miał być częścią nowego kotwicowiska, wzniesionego na przybycie księżniczki Teresy Cristiny, przyszłej żony cesarza Piotra II. Zmieniono wtedy nazwę nabrzeża na Cais da Imperatriz. Na początku XX w. Valongo i Imperatriz zostały zasypane ziemią w trakcie prac prowadzonych z inicjatywy prefekta miasta Francisco Pereiry Passosa.

## Odkrycie
Podczas prac wykopaliskowych w 2011 r., które przeprowadzano w ramach rewitalizacji obszaru portowego w Rio de Janeiro, odkryto dwa nabrzeża – Valongo i Imperatriz – zbudowane jedno na drugim. Na miejscu znaleziono też dużą ilość amuletów i obiektów kultu, pochodzących z Kongo, Angoli i Mozambiku. IPHAN (Instituto do Patrimônio Histórico e Artístico Nacional) i władze miasta Rio de Janeiro zgłosiły stanowisko archeologiczne na wstępną listę dziedzictwa UNESCO. 9 lipca 2017 r. podczas 41 sesji UNESCO w Krakowie, obiekt został wpisany na listę światowego dziedzictwa.
Stanowisko archeologiczne nabrzeża Cais do Valongo jest uznawane za najważniejsze miejsce związane z handlem niewolnikami, położone poza Afryką. Jest symbolem i zapisem zbrodni przeciwko ludzkości na równi z takimi obiektami, jak obóz koncentracyjny Auschwitz w Polsce czy Hiroszima w Japonii.